# باميلا وليامز
باميلا وليامز (بالإنجليزية: Pamela Williams) هي صحفية أسترالية، ولدت في 1954.